# Detlef Uibel
Detlef Uibel (* 24. April 1959 in Guben) ist ein deutscher Radsporttrainer und ehemaliger Bahnradsportler. Seit 1996 ist er Cheftrainer für den Kurzzeitbereich des Bundes Deutscher Radfahrer (BDR).

## Sportliche Laufbahn
Detlef Uibel begann mit dem aktiven Radsport im Alter von neun Jahren; erster Trainer war sein Vater. Sein erster Verein war die BSG Lok Guben. Einen DDR-Meistertitel gewann Uibel 1975 in der Mannschaftsverfolgung in der Klasse Jugend B. Nach seinem Wechsel zum SC Cottbus trainierte er bei Gerd Müller.
1977 wurde Uibel Dritter im Sprint bei den UCI-Bahn-Weltmeisterschaften der Junioren, 1981 Dritter der Amateur-Sprinter bei der Bahn-WM in Brünn. 1982 gewann er den Großen Preis von Berlin. 1985 wurde er DDR-Meister im 1000-Meter-Zeitfahren.

## Berufliches
1986 absolvierte Uibel seine Ausbildung als Trainer an der DHfK Leipzig und arbeitete anschließend in seinem Beruf. Er baute in Cottbus eine Frauen-Trainingsgruppe auf und war ab 1991 Juniorinnen-Trainer im Verband. Bis einschließlich 2016 errangen von Uibel betreute Sportler insgesamt drei Siege bei Olympischen Spielen und mehr als 40 Medaillen bei Weltmeisterschaften. Zum Ende des Jahres 2021 endete seine Tätigkeit als Nationaltrainer beim BDR. Während seiner Zeit als Bundestrainer gewannen deutsche Sportlerinnen und Sportler bei Olympischen Spielen 14 und bei Weltmeisterschaften 92 Medaillen. Zum Jahresbeginn 2022 wurde er Bundesstützpunktleiter Brandenburg im Radsport.

## Privates
In erster Ehe war Uibel von 1981 bis 1993 mit der im Januar 2010 verstorbenen Hürdensprinterin Birgit Uibel-Sonntag (1961–2010) verheiratet; die beiden haben ein körperbehindertes Kind, was darauf zurückgeführt wird, dass die Mutter zu DDR-Zeiten massiv gedopt wurde. In zweiter Ehe war Uibel mit der Weltklasse-Bahnsprinterin Annett Neumann (* 1970) verheiratet. Aus der inzwischen geschiedenen Ehe entstammt eine Tochter.
Im Oktober 1995 verunglückte Detlev Uibel mit einem Kleinbus. Er wurde bei diesem Unfall schwer verletzt, konnte aber genesen. Die ebenfalls im Auto befindliche Rennfahrerin Ina Heinemann (* 1976) sitzt seit diesem Unfall im Rollstuhl.

## Ehrungen
- 2018 wurde Detlev Uibel im Rahmen des Festaktes für die Sportler des Jahres in Baden-Baden als „Trainer des Jahres“ ausgezeichnet.[9]

## Erfolge
1977

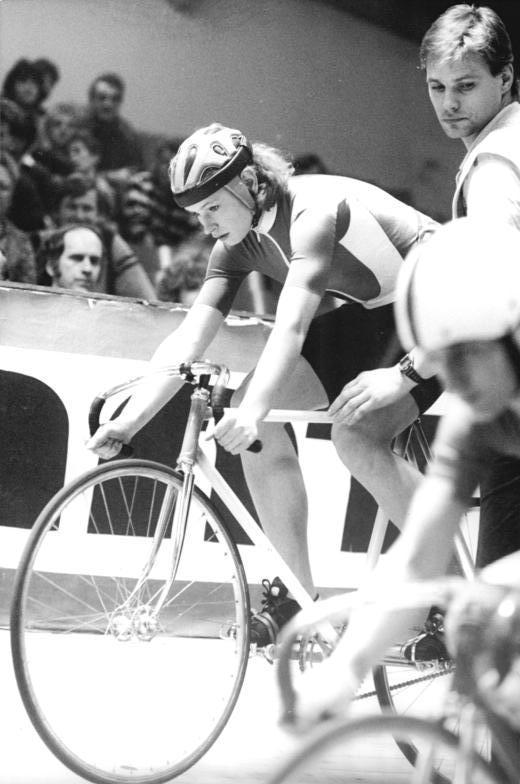
Detlef Uibel als Betreuer der Sprinterin Annett Neumann 1989

- Junioren-Weltmeisterschaft – Sprint

1981
- Amateur-Weltmeisterschaft – Sprint

1985
- DDR-Meister – Sprint